# 316-та окрема протичовнова авіаційна ескадрилья
316-та окрема протичовнова авіаційна ескадрилья — підрозділ із складу авіації ВМС України (1992—2004).

## Історія
Сформована на базі окремої авіаційної ескадрильї ВМФ СРСР, яка входила до складу 33 Центру бойової підготовки і перенавчання льотного складу ВМФ (м. Миколаїв).
В квітні 1992 року особовий склад склав присягу на вірність народу України.
З 23 січня 1996 року ескадрилья увійшла до складу авіації Військово-Морських Сил України.
26 квітня 1999 року 316 окрема протичовнова авіаційна ескадрилья переформована в 316 окрему морську авіаційну ескадрилью Морської авіаційної групи ВМС ЗС України.
У жовтні 2004 року 316 окрема протичовнова авіаційна ескадрилья Морської авіаційної групи Військово-Морських Сил Збройних Сил України розформована і припинила своє існування. Особовий склад та авіаційна техніка були передані для формування морської авіаційної бригади.

### Командири
| Період                  | Звання       | Командир полку                |
| ----------------------- | ------------ | ----------------------------- |
| 20.04.1985 — 12.08.1992 | полковник    | Синенко Леонід Олексійович    |
| 12.08.1992 — 27.08.1998 | підполковник | Ємелін Володимир Іванович     |
| 27.08.1998 — 05.04.2001 | підполковник | Мухін Олександр Федорович     |
| 05.04.2001 — ?.10.2004  | підполковник | Абрамчук Олександр Васильович |